# أنقليس أوروبي
أنقليس أوروبي أو أنقليس مألوف (الاسم العلمي: Anguilla anguilla) (بالإنجليزية: European eel)‏ هو نوع من الأسماك يتبع جنس الأنقليس من الفصيلة الأنقليسية.